# Свято-Дмитрівський храм (Новочеркаськ)
Свято-Дмитрівський храм (рос. Свято-Димитриевский храм) — православний храм в Новочеркаську на честь Димитрія Солунського, який розташований на території міського кладовища, через що храм також називають Цвинтарна церква Димитрія Солунського (рос. Кладбищенская церковь Димитрия Солунского).

## Історія
Восени 1810 року на території міського кладовища була освячена дерев'яна церква в ім'я Святого Димитрія Солунського. Дерев'яна церква проіснувала до 1861 року. За ініціативою донського отамана М. Хомутова і архієпископа Донського і Новочеркаського Іоанна з 1857 року на цвинтарі будується мурована церква, яка замінила дерев'яну. Будівництво церкви проводилося на кошти війська Донського і благодійників і було завершено в 1859 році. Автором проекту став відомий архітектор Іван Вальпреде.
У 1901 році при церкві була відкрита церковно-приходська школа, яка продовжує роботу і в даний час. Також при храмі діяла каплиця, в пам'ять козаків, загиблих на фронтах Першої світової війни. 
На території кладовища, на якому знаходиться храм, були поховані перший виборний Отаман війська Донського з часів Петра I Каледін Олексій Максимович (могила не збереглася), Донський історик В. Сухоруков, син наказного отамана М. Г. Хомутова і багато інших. Серед збережених, хоча і розграбованих або зруйнованих поховань, існують могили генералів Хрещатицького, Лютенськова та інші.
Після встановлення радянської влади в Новочеркаську в 1920 році храм не закривався і залишався чинним. У 1999 році в храмі були освячені і влаштовані 6 нових дзвонів, також було проведено ремонт храму та озолочение хрестів.